# Deutsche Arbeitsfront
Pour les articles homonymes, voir DAF.
Le Deutsche Arbeitsfront ou DAF en français : « Front allemand du travail », était sous le Troisième Reich l'organisation des travailleurs et des employeurs allemands, soumise au contrôle étroit du parti national-socialiste (NSDAP).
Créé dans le but de lutter contre les particularismes des associations de salariés nazis, le DAF est confié à un proche d'Adolf Hitler, Robert Ley, Reichsleiter pour l'organisation du parti, et connaît une croissance importante, d'abord en raison de la suppression des syndicats ouvriers, puis de l’absorption de l'association des employeurs en novembre 1933.

## Création

### Un nouveau rouage de l’administration nazie
Pensé par Hitler comme un moyen d'intégrer la classe ouvrière, vivier politique du SPD et du KPD, au nouveau régime, dans un contexte de remise en cause des conquêtes sociales du début du siècle, le Front du Travail est organisé à partir d'avril 1933 par Ley et Muchow, responsable des cellules d'entreprises. Seule conséquence réelle du discours de Hitler du 1er mai 1933 lors de la fête nationale du peuple allemand, la création du Front du Travail doit permettre de surmonter les antagonismes de classes au sein d'une organisation destinée à créer les conditions d'une meilleure connaissance des classes, les Stände, les unes par rapport aux autres, dans le cadre de la Volksgemeinschaft.

### Une création sous le sceau de l’illégalité
Dans le climat de confiance créé par le discours de la veille, la police et ses auxiliaires de la SA et de la SS, sous la direction des responsables des syndicats nazis, les NSBO, occupent le 2 mai 1933 à 10 heures du matin, l’ensemble des locaux des organisations syndicales liées au parti social-démocrate et au parti communiste (bourses du travail, sièges de journaux, directions), placent en détention provisoire les principaux dirigeants et proposent à leurs permanents de continuer leur action dans le cadre des NSBO. Cette action illégale, menée par le NSDAP avec le soutien de la police, qui ne dispose cependant pas encore des possibilités légales permises par les lois ultérieures, rencontre peu de résistance dans la population.
Par ce coup de force contre les syndicats (les syndicats catholiques étant momentanément épargnés dans le contexte de négociation du concordat et de préparation de la réintégration de la Sarre), le NSDAP entre en possession non seulement des biens des syndicats, mais aussi des fonds contrôlés par ces structures. L’illégalité de cette prise de possession, officiellement justifiée par des détournements de fonds (non jugés par la suite) de la part de « mandarins » syndicaux, n’est pas légalisée, ni en 1933, ni par la suite, ce qui pose tout au long du IIIe Reich des problèmes juridiques de propriété au DAF.
Au cours du mois de septembre 1933, Ley tente de donner à l'organisation dont il est le chef un statut juridique clairement défini, qui aurait abouti à sa transformation en collectivité de droit public, ce qui aurait permis de légaliser les usurpations de propriété du mois de mai, tout en influant sur la constitution d'un État corporatiste, qu'il était question de mettre en place à l'automne 1933; cette orientation est rapidement mise de côté sous la pression des conservateurs et de leurs représentants.

### Le congrès fondateur
Le 10 mai 1933, à Berlin, en présence de la totalité du gouvernement et de la direction du parti, est organisé le premier congrès du DAF, placé sous le patronage de Hitler ; celui-ci fixe les modalités de la fusion des différentes organisations destinées à composer le DAF. Regroupant les syndicats dissous de fait le 2 mai 1933, deux organisations sont créées, l'association générale des travailleurs allemands, confiée à Walter Schuhmann, chef de la NSBO, et l'association générale des employés allemands, confiés à Albert Forster, Gauleiter de Dantzig, et deviennent les centres du DAF.

## Des tensions internes dès la création
Des divergences politiques se font jour entre les tenants de la création d'un État corporatiste, autour des dirigeants des cellules d'entreprises du parti, regroupés autour de Muchow et les proches de Hitler et Ley.
La loi du 19 mai 1933 réorganise les relations sociales en Allemagne, fixant, au grand dépit des anciens membres des NSBO, la réalité des compétences des fonctionnaires du DAF dans le domaine des négociations salariales ; elle est précisée par la loi du 20 janvier 1934, qui ordonne les relations salariales selon le Führerprinzip.
La loi du 19 mai 1933, créant les fidéicommissaires du travail, dépendant de l'État, choisis parmi les représentants des milieux économiques, instaure les conditions de violentes oppositions entre les NSBO, surtout dans les régions industrielles, et les commissaires : ainsi, par exemple, en appelant directement à Hitler, le chef des NSBO du Gau de Silésie, est éconduit par le ministère du Travail du Reich, qui justifie l'existence des commissaires et rappelle la nature strictement politique du NSBO. Accusé à cette occasion de vouloir détruire la « collaboration harmonieuse entre responsables d'entreprises, ouvriers et employés », le NSBO de Silésie est accusée de sympathies marxistes dissimulées, à la suggestion du commissaire du travail pour le Gau de Silésie, comme à de nombreuses fois par la suite. La création des fidéicommissaires, et plus encore, usurpant les compétences du NSBO (notamment concernant la politique salariale) les décisions qu'ils prennent, toujours en faveur du patronat, participant à la marginalisation des NSBO au sein des institutions nazies, se trouve à la base de la désaffection des salariés à l'encontre du DAF.

## L'idéologie du DAF dans le cadre nazi
Créé au départ pour concurrencer les syndicats nazis, le DAF s'inscrit totalement dans l'idéologie nazie de la Volksgemeinschaft. Les entreprises sont envisagées comme des communautés au sein desquelles évoluent en harmonie dirigeants, ouvriers et salariés : cette harmonie est censée se matérialiser par le pouvoir des délégués du personnel, jouant un rôle de conseil auprès des dirigeants, qui, s'ils sont remis en cause, peuvent être démis de leurs fonctions.
Face aux contradictions internes du régime qui proclame à la fois la révolution et son achèvement, le Front du Travail développe une argumentation opposant socialisme et socialisation, défini l'un comme « le droit d’accéder à la propriété par un travail honnête » et plus largement le « travail, la réussite, l'accomplissement de son devoir et le sens des responsabilités à l'égard de l'État et de la nation », l'autre renvoyait au « collectivisme et à une vision matérialiste de l'histoire ».

## Organisation

### Le schéma de mai 1933
Lors du congrès fondateur, est dévoilé le schéma de l'organisation. L'association générale des travailleurs allemands et l'association générale des ouvriers allemands, pensées au départ comme les piliers du DAF, doivent composer avec les associations autonomes d'ouvriers et d'employés, divisées par branches, avec des adhésions individuelles.
Ces trois groupes d'associations sont coiffées par un bureau central du DAF, dirigé par Robert Ley et divisé en 11 sections spécialisées.
Au niveau territorial, treize districts sont créés, confiés chacun à un chef de district. chaque district est lui-même subdivisé en cercles et en groupes locaux.
Enfin, d'un strict point de vue juridique et institutionnel, le DAF et le NSDAP sont totalement séparés, mais cette séparation légale ne doit pas faire illusion car les principaux dirigeants du DAF exercent tous des responsabilités au sein du NSDAP : Robert Ley y exerce les fonctions d'« organisateur » du NSDAP (Reichsorganisationsleiter), et tous les postes importants au sein du DAF sont occupés par les principaux responsables du NSBO, encore sensibles en 1933 à la rhétorique socialiste du parti.

### Une réorganisation précoce
Durant le mois de novembre 1933, Le DAF connaît de nombreuses mutations et réorganisations.
Tout d'abord, les organisations représentant le patronat et les industriels, ayant fait le constat du caractère peu révolutionnaire de la nouvelle structure, intègrent le DAF. Dès le 29 novembre, la corporation nationale de l'industrie allemande, par la voie de son principal dirigeant, Gustav Krupp von Bohlen und Halbach, appelle ses membres à adhérer au DAF : en effet, selon lui, le DAF avait clarifié son rôle dans les relations sociales.
Ensuite, en dépit de déclarations fracassantes, les ambitions de Ley et des cadres du DAF en matière syndicale sont remises en cause après les élections du 12 novembre 1933, le DAF tendant à partir de ce moment à se transformer en organe de propagande, au détriment de ses activités syndicales : en effet, le 27 novembre 1933, sous la pression des ministres de l'Économie et du Travail, Ley signe une déclaration avec ces deux ministres déniant toute possibilité d'intervention du DAF dans la politique sociale et salariale du régime.

## Une organisation aux multiples ramifications
Dès la suppression des syndicats en mai 1933, le ministère du Travail du Reich crée au sein du DAF l’organisation Kraft durch Freude (« La Force par la joie »), destinée à subventionner les congés ouvriers (organisation de vacances, croisières) et les manifestations culturelles et sportives.

- Office pour la beauté du travail (Amt für Schönheit der Arbeit)
- Service du travail du Reich (Reichsarbeitsdienst)
- Office de la propagande
- Office pour les voyages, le tourisme et les vacances
- Office pour les loisirs
- Office pour le sport
- Office pour les bataillons d’usines
- Office de l’Association allemande pour la culture populaire
- NS-Frauenschaft, pendant féminin du syndicat, fort de plusieurs millions de membres.

Pour financer ces multiples organisations, le gouvernement du Reich rend obligatoire, pour l'ensemble des travailleurs du Reich, l'adhésion au Front du Travail, financé par les cotisations prélevées directement sur les salaires, faisant du DAF une organisation détestée des ouvriers et des salariés allemands ; les cotisations versées sont pour une part non négligeable détournées par les salariés du Front du Travail, pour leur usage personnel.

## Une organisation corrompue et calquée sur celle du NSDAP

### La mise en place duFührerprinzip
À partir de novembre 1933, le Front est réorganisé sur la base du Führerprinzip : tout le pouvoir est concentré dans les mains de Robert Ley et de ses proches, dans le cadre d'une organisation centralisée, malgré l'opposition d'un certain nombre des cadres qui ont créé sur le terrain le Front du Travail.

### Le DAF dans le Troisième Reich
Rapidement, le DAF entre en concurrence avec d'autres structures de la nébuleuse national-socialiste, la « polycratie nazie », selon le mot de Martin Broszat. Il doit notamment contrer l'influence des cellules national-socialistes d'usines (NSBO) ; soutenue par Göring, l'organisation de Robert Ley devance définitivement à partir de la fin de l'année 1934 ses concurrents, s'affirmant comme l'une des organisations du Reich national-socialiste, avec ses millions de cotisants, parmi les plus importantes.
Au cours des années 1930, lorsque le DAF dispose de moyens importants, les projets qu'il lance sont ainsi largement critiqués par d'autres responsable du régime : le projet de Volkswohnungen, les appartements du peuple, visant à permettre l'accession à la propriété, sont ainsi critiqués par Goebbels en raison de leur coût, de leur piètre qualité et de leur faible superficie, jugée indigne de la Volksgemeinschaft.
De plus, à partir de 1938, le DAF, disposant d'une autonomie réelle, tient ses congrès à Nuremberg, au même moment que ceux du parti.
Ses moyens, fournis par les cotisations mensuelles des salariés du Reich, placent l'organisation en position de force par rapport aux autres acteurs économiques du Reich, l'administration du plan de Quatre Ans, ou la Reichsbank, dont le directeur, Schacht, ordonne aux organisations sur lesquelles il exerce une tutelle, de classer sans suite les rapports du DAF.

### Corruption au sein du DAF
Les cotisations que perçoit l'organisation font de la corruption l'une des principales caractéristiques de l'organisation, dès sa mise en place. Ainsi, de Robert Ley au moindre des permanents du Front, l'ensemble des salariés du Front du Travail se laissent corrompre par les entreprises allemandes, auxquelles ils octroient des contrats préférentiels.

## Budget et sources de financement
Grâce à des actifs estimés à près de 500 millions de reichsmark, en 1937, et à des rentrées annuelles évaluées à 20 millions de reichsmarks (les cotisations obligatoires), le DAF dispose de moyens pour mener une politique conforme à ses objectifs et aux idéaux du national-socialisme.
Lors de la mise en œuvre de la Volkswagen, les fonds du DAF se trouvent accrus : en effet, c'est sur un compte non rémunéré du DAF que les acheteurs potentiels d'une voiture doivent effectuer un versement hebdomadaire de 5 reichsmark. une fois la somme de 750 reichsmarks atteinte, une voiture devait être livrée au propriétaire du compte. À la fin de l'année 1939, 270 000 personnes avaient souscrit à cette formule d'achat (340 000 à la fin de la guerre)).

## Mise en œuvre d'une politique spécifique

### Réalisations
Dès la mi-mai 1933, les responsables du NSBO tentent d'exercer leurs nouveaux pouvoirs dans les usines mais ils sont rapidement rappelés à l'ordre par Hitler lui-même, à la demande de Schacht, des grands patrons et de nombreux hauts-fonctionnaires du ministère de l'Économie.
Le 8 janvier 1934, le DAF est représenté à l'inauguration de la nouvelle usine de la Dehomag à Berlin, première structure de mécanographie allemande, par Rudolf Schmeer, qui remplace ce jour-là Robert Ley.
Dès sa mise en place, le DAF participe à la politique de grands travaux souhaitée par le régime afin de réduire le chômage. En effet, le DAF est l'un des acteurs de la construction des autoroutes du Reich, ou du lac artificiel de Maschsee creusé dans la région de Hanovre.
C'est surtout dans le domaine de la propagande que le DAF s'est manifesté. Ainsi, en Prusse-Orientale, Erich Koch vise, par la conscription, à un strict contrôle des chômeurs, parqués dans des Kameradschaftslager (camps de camaraderie), afin de mener des travaux de terrassements ; dans ces camps le DAF doit assurer l'endoctrinement politique des travailleurs internés. De même, lors de la crise des changes du printemps 1934, les militants du DAF réclament un changement de politique économique, sans succès.

### LesVolksprodukte[N 1]
À partir de 1935, le DAF finance, sous l'impulsion de Hitler et des représentants de l'industrie automobile, le projet de la Volkswagen, la « voiture du peuple », dans le cadre d'une entreprise à but non lucratif, comme l'a suggéré Franz-Joseph Popp, le PDG de Volkswagen. Cependant, malgré l'importance de ses moyens, le DAF est rapidement dépassé par l'ampleur des sommes à engager pour le financement d'un tel projet et doit se séparer dans l'urgence d'une partie des actifs dont il s'était emparé en 1933.
De même, des projets de Volkswohnungen, « appartements du peuple », sont également commencés et confiés au DAF, mais les contradictions entre les idéaux du régime, un grand appartement familial de 74 m2 doté de tout le confort et facilités de l'époque, les moyens à disposition et les capacités réelles des bénéficiaires supposés rendent le projet aléatoire : de ce fait, seuls 117 000 logements sont mis en chantier entre 1933 et 1939 (sur un total annoncé de 300 000 par an), les économies d'échelle à réaliser pour la construction de ce programme se révélant trop importantes.

## Le DAF à l'épreuve du conflit
Le DAF, par le contrôle qu'il exerce sur la main d’œuvre, est un acteur de premier plan dans la gestion allemande du conflit.
En effet, le DAF constitue un vivier de recrutement pour le parti, qui peuple les organes de planification de l'économie de guerre avec des technocrates choisis parmi le DAF, à l'image de Paul Walter, mais celui-ci, par ses interventions intempestives et sa rhétorique anticapitaliste, effraie les principaux industriels du secteur charbonnier, qui, appuyés par Hermann Göring, obtiennent son renvoi en février 1941.
Organisation nationale-socialiste, le DAF présente en novembre 1941 un projet de colonisation de l'Est de l'Europe. Il propose ainsi un plan de long terme : étalé sur une centaine d'années, celui-ci prévoit la germanisation totale de la Russie d'Europe.
De plus, à partir de 1940, avec l'afflux de travailleurs dans le Reich, Ley obtient, pour le DAF, la cogestion, avec les services de Sauckel, des travailleurs de l'Est ; contre Sauckel, les cadres du DAF, soutenus par leur chef, encouragent la mise en place de mauvais traitements afin de forcer les Ostarbeiter au travail.
Peu populaire auprès des ouvriers et salariés qu'elle est censée représenter, la DAF cesse d’exister lors de la défaite du Reich, au cours de l'hiver et du printemps 1945.